# Champdray
Champdray [ʃɑ̃dʁɛ] ist eine französische Gemeinde mit 192 Einwohnern (1. Januar 2022) im Département Vosges in der Region Grand Est (bis 2015 Lothringen). Sie gehört zum Arrondissement Saint-Dié-des-Vosges und zum Gemeindeverband Gérardmer Hautes Vosges.

## Geografie
Die Gemeinde Champdray liegt in den Vogesen, etwa 13 Kilometer nordwestlich der Stadt Gérardmer und etwa 25 Kilometer östlich von Épinal.
Das 9,49 km² große Gemeindegebiet von Champdray erstreckt sich auf den Höhen westlich des oberen Tales der Vologne.
Etwa die Hälfte des Gemeindeareals sind bewaldet, insbesondere die Lagen über 700 m im Norden und Westen. Die Meereshöhe der Tallagen von über 550 mlässt kaum noch wirtschaftlichen Ackerbau zu, daher dominieren in den Tälern und an den unteren Hängen Viehweiden. Den höchsten Punkt der Gemeinde bildet der Spiémont mit 809 m über dem Meer.
Die Gemeinde besteht neben dem Hauptdorf Champdray mit Mairie und Kirche aus weiteren Weilern und Einzelhöfen. Zu den Weilern zählen Donmeix, Sous Spiémont, Champ de Laxet, Le Passage und Les Spaxes de Champdray.
Nachbargemeinden von Champdray sind Jussarupt im Norden, Granges-Aumontzey im Nordosten und Osten, Liézey im Südosten, Rehaupal im Südwesten sowie Laveline-du-Houx im Westen.

## Geschichte
Die Pfarrei in Champdray war lange eine Filiale der Kirche im acht Kilometer nördlich gelegenen Champ-le-Duc, ehe die Pfarrei Unserer Lieben Frau von Champdray im Jahr 1669 mit einer eigenen Kirche ins Leben gerufen wurde. Bis zum Bau der Kirche in Rehaupal im 19. Jahrhundert waren dessen Bewohner in Champdray eingepfarrt. Kirchlich gehörte Champdray zum Dekanat von Remiremont in der Diözese Toul bis 1777 die Diözese Saint-Die gegründet wurde.

### Bevölkerungsentwicklung
| Jahr      | 1962 | 1968 | 1975 | 1982 | 1990 | 1999 | 2010 | 2021 |
| --------- | ---- | ---- | ---- | ---- | ---- | ---- | ---- | ---- |
| Einwohner | 253  | 196  | 151  | 159  | 160  | 184  | 158  | 190  |

Im Jahr 1831 wurde in Champdray mit 1093 Bewohnern die höchste Einwohnerzahl ermittelt.

## Sehenswürdigkeiten
- Kirche Mariä Geburt (Église de la Nativité-de-Notre-Dame)
- mehrere Flurkreuze
- Wasserturm

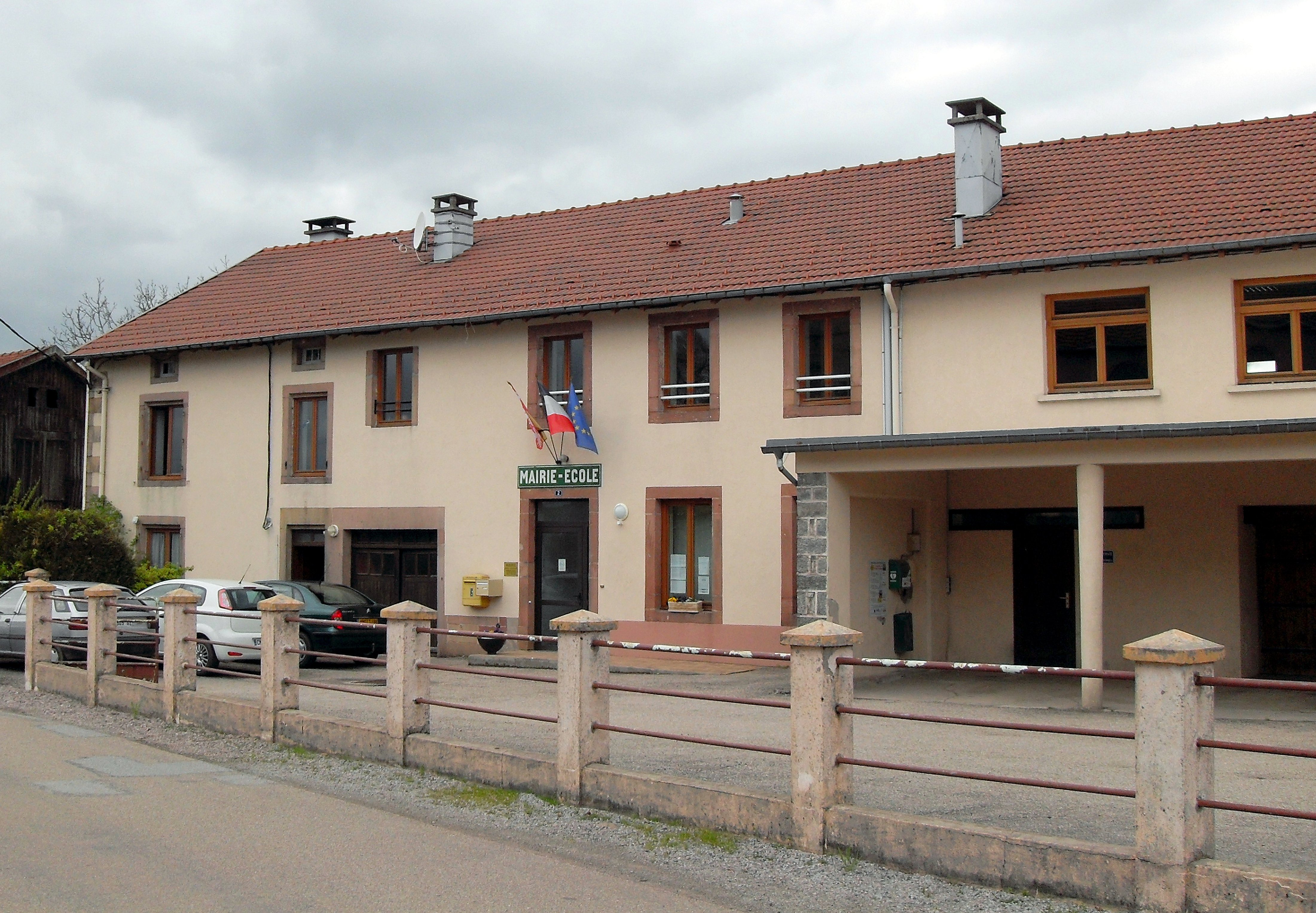
Rathaus- und Schulgebäude
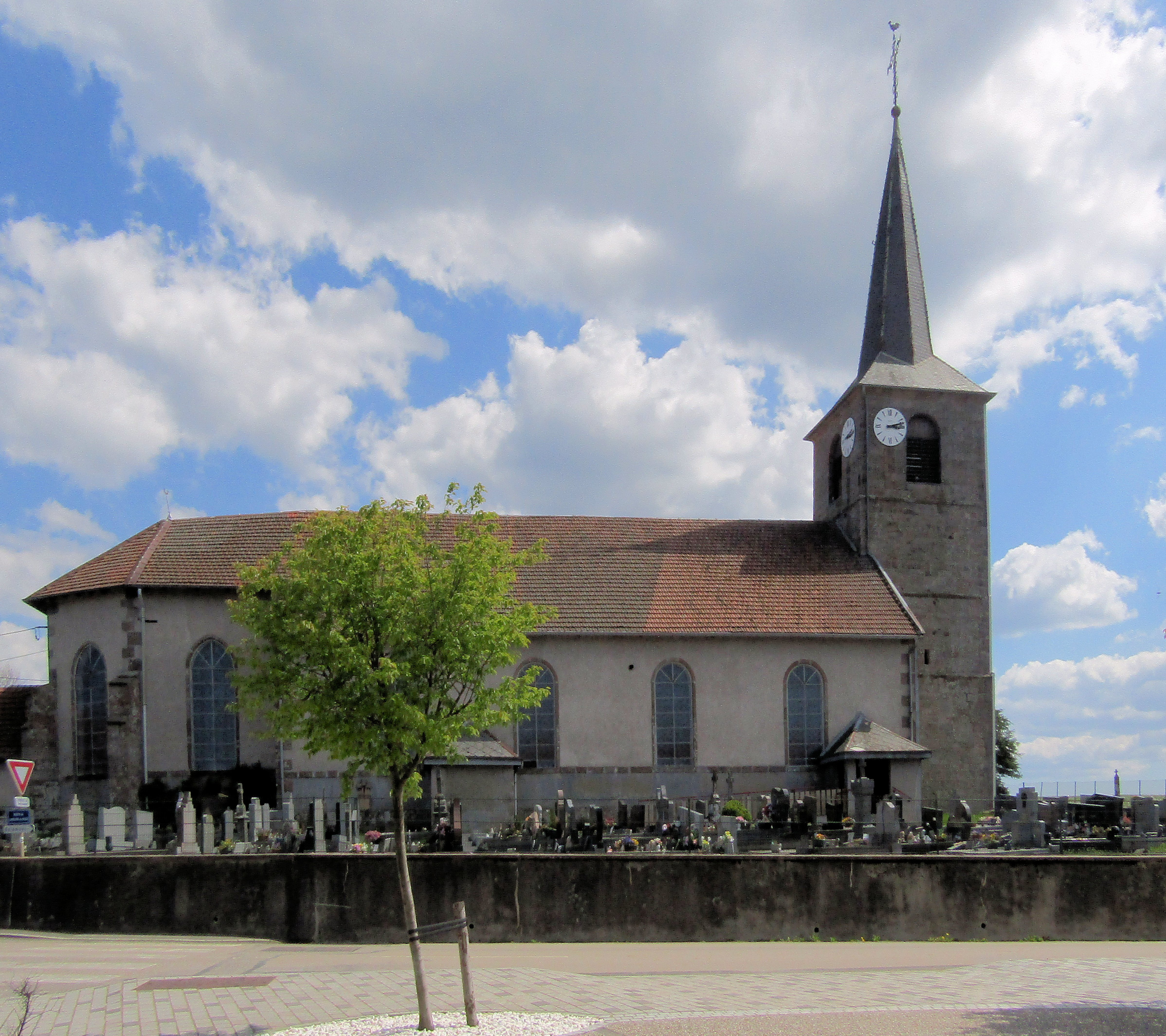
Kirche Mariä Geburt
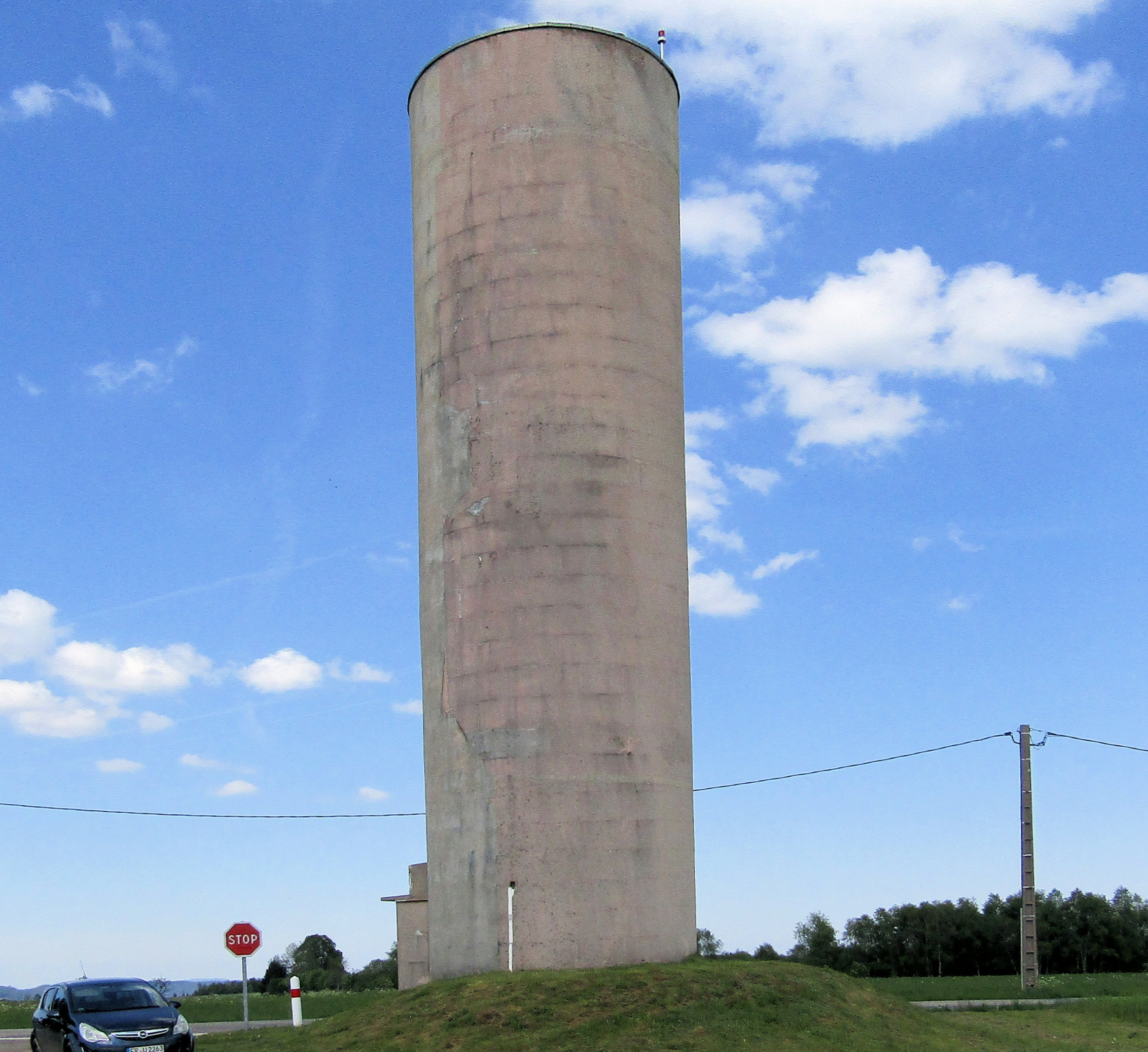
Wasserturm

## Wirtschaft und Infrastruktur
Champdray ist heute ein Touristenort mit Pensionen und Ferienhäusern. Diese Entwicklung verdankt die Gemeinde der Lage nahe den Wasserfällen von Tendon und dem Lac de Gérardmer sowie der günstigen Verkehrsanbindung zur Stadt Gérardmer.
In Champdray sind vier Landwirtschaftsbetriebe ansässig (Rinderzucht, Milchviehhaltung).

## Belege
1. ↑  Champdray auf vosges-archives.com (Seite nicht mehr abrufbar, festgestellt im April 2018. Suche in Webarchiven)  Info: Der Link wurde automatisch als defekt markiert. Bitte prüfe den Link gemäß Anleitung und entferne dann diesen Hinweis. (französisch)
2. ↑  Champdray auf cassini.ehess.fr
3. ↑  Landwirtschaftsbetriebe auf annuaire-mairie.fr